# Fort Yates
Fort Yates (arikara: iinakanítwi [iinakanítWI]) és una població dels Estats Units a l'estat de Dakota del Nord. Segons el cens del 2000 tenia 228 habitants.

## Demografia
Segons el cens del 2000, Fort Yates tenia 228 habitants, 73 habitatges, i 47 famílies. La densitat de població era de 1.467,2 hab./km².
Dels 73 habitatges en un 35,6% hi vivien nens de menys de 18 anys, en un 28,8% hi vivien parelles casades, en un 26% dones solteres, i en un 35,6% no eren unitats familiars. En el 26% dels habitatges hi vivien persones soles el 6,8% de les quals corresponia a persones de 65 anys o més que vivien soles. El nombre mitjà de persones vivint en cada habitatge era de 3,12 i el nombre mitjà de persones que vivien en cada família era de 3,85.
Per edats la població es repartia de la següent manera: un 35,5% tenia menys de 18 anys, un 15,4% entre 18 i 24, un 28,9% entre 25 i 44, un 14,9% de 45 a 60 i un 5,3% 65 anys o més.
L'edat mediana era de 24 anys. Per cada 100 dones de 18 o més anys hi havia 88,5 homes.
La renda mediana per habitatge era de 25.500 $ i la renda mediana per família de 31.875 $. Els homes tenien una renda mediana de 26.125 $ mentre que les dones 25.000 $. La renda per capita de la població era de 9.512 $. Entorn del 6,4% de les famílies i el 14,4% de la població estaven per davall del llindar de pobresa.

## Poblacions més properes
El següent diagrama mostra les poblacions més properes.